# Mocuba (distrito)
El distrito de Mocuba es un distrito de la provincia de Zambezia en Mozambique, cuya capitales Mocuba.
El distrito tenía 214.748 habitantes según el censo de 1997, y pasó a tener 422.681 en 2017.